# Tireòfor (soldat)
|  | Aquest article tracta sobre un tipus de soldats de l'edat antiga. Vegeu-ne altres significats a «Tireòfors (subordre)». |

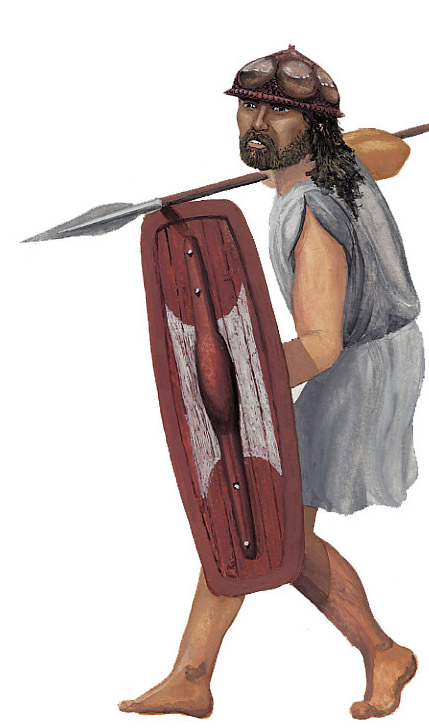
Tireòfor iliri.

Els  tireòfors (grec: θυρεοφόροι; singular: thureophoros/thyreophoros, θυρεοφόρος) van ser un tipus de soldats d'infanteria, comú en el segle iii aC, que portaven un ample escut oval anomenat iure, amb l'ànima de fusta coberta de cuir i una espina central. Estaven armats amb una llarga llança amb propulsor, javelines i una espasa. Solien portar també un casc macedoni de ferro o de bronze. El iure va ser probablement una adaptació d'un escut celta. És possible que la infanteria tràcia i també la d'il·líria adoptés l'escut abans que els grecs. No obstant això, s'ha suggerit que el iure va ser portat a Grècia després de les campanyes de Pirros de l'Epir a Itàlia, mentre que els seus aliats oscos i els seus enemics romans utilitzaven l'scutum.

## Rol
Els tireòfors es distingien usualment dels que feien escaramusses i de la formació falangita, i sembla que operaven en un lloc intermedi entre ambdós. Sovint recolzaven les tropes lleugeres i semblaven ser capaços d'actuar d'una manera similar a la dels peltastes. Estaven ben adaptats a les necessitats tàctiques dels Estats més petits, sobretot a la defensa fronterera. Eren mòbils i podien avançar ràpidament en terrenys variats. Segons Plutarc, podien fer escaramusses i després replegar-se, agafar les llances i estrènyer les files, formant en falange.

## Desenvolupament
Al segle iv aC, El principal tipus d'infanteria mercenària eren els peltastes, fins al punt que es van convertir en sinònim de mercenaris en general. Algunes il·lustracions de principis del segle iii aC mostren encara el petit escut Peltasta, que es va usar fins a mitjans d'aquest segle, època en què va ser reemplaçat pel iure. Aquest escut va ser adoptat per la Lliga Aquea i pels beocis el 270 aC., Plutarc descriu als aqueus equipats amb el iure com assetjadors a distància, com peltastes, però també amb llances per al combat cos a cos. Malgrat les seves llances, diu que els tireòfors no són fiables en la lluita cos a cos, per la seva naturalesa de tropes lleugeres. Els mercenaris tireòfors no procedien únicament de Grècia, sinó que podien ser d'altres regions, com Anatòlia. Al costat d'aquesta forma de lluita de la tireomàquia, combatent amb espasa i iure, es va desenvolupar un esdeveniment atlètic en moltes competicions gregues. La Lliga Aquea, sota el mandat de Filpemen, va abandonar el iure al voltant de 208 - 207 aC a favor de la sarissa macedònia.
| «                                         | com els aqueus ... s'acomodaven en tot a ell, va canviar l'equipament de la seva infanteria, ja que portaven petits dards i escuts allargats com els oblongs dels celtes o els escuts de vímet dels perses... | » |
| — Pausànias, Descripció de Grècia VIII 50 | |   |

Tot i que els megalopolitans havien adoptat l'estil macedoni en 222 aC., Després Antígon III de Macedònia va dotar a la ciutat de Megalòpolis d'escuts de bronze per poder formar un contingent de epilektoi armats com calcàspidess («escuts de bronze»).
Cap a finals del segle iii aC, Els tireòfors ja no van ser la unitat militar predominant en les petites polis gregues, sent reemplaçats per la falange d'estil macedoni. Unes tropes relacionades amb ells eren els toracites .

## Il·lustracions
Apareixen amb freqüència tireòfors en les pintures funeràries d'Alexandria i Sidó. Es poden veure també en terracotes de Selèucia del Tigris.